# Брајан (Француска)
Брајан (фр. Braillans) насеље је и општина у источној Француској у региону Франш-Конте, у департману Ду која припада префектури Безансон.
По подацима из 2011. године у општини је живело 156 становника, а густина насељености је износила 80,0 становника/km². Општина се простире на површини од 1,95 km². Налази се на средњој надморској висини од 370 метара (максималној 450 m, а минималној 329 m).

## Демографија
| 1962. | 1968. | 1975. | 1982. | 1990. | 1999. | 2011. |
| ----- | ----- | ----- | ----- | ----- | ----- | ----- |
| 25    | 36    | 56    | 68    | 88    | 100   | 156   |

График промене броја становника у току последњих година